# Victor Nuñez
Pour les articles homonymes, voir Victor Nunez.
Victor Nuñez (né en 1945 à Deland, États-Unis - ), est un acteur, réalisateur, scénariste et producteur de cinéma américain. Il est membre fondateur de l'Independent Feature Project et est réputé pour ses films à petit budget hors du circuit Hollywoodien.

## Biographie
Victor Nuñez a grandi au Pérou et à Tallahassee, en Floride. Il est diplômé en Master of Fine Arts de l'UCLA Film School. Il a commencé sa carrière cinématographique par la réalisation de courts-métrages pour l'éducation et l'industrie. Dans les années 1970, il réalise trois fictions, également en format court : Taking Care of Mother Baldwin (1970), Charly Benson's Return to the Sea (1972) et A Circle in the Fire (1974).
Son premier long-métrage, Gal Young 'Un (1979), est un film à petit budget se déroulant dans les années 1920. Il réalise en 1984 A Flash of Green, avec Ed Harris. Pour produire Ruby in Paradise (1993), où Ashley Judd incarne son premier grand rôle, il utilise un héritage de 400 000 dollars. En 1997, L'Or de la vie (Ulee's Gold), mettant à l'affiche Jessica Biel et Peter Fonda, lui permet de remporter deux prix, et connaît un franc succès dans les festivals indépendants.
Victor Nuñez réside à Panama City Beach en Floride.

## Filmographie

### comme acteur
- 1997 : Squeeze de Robert Patton-Spruill

### comme scénariste
Victor Nuñez est scénariste de tous ses films :
- 1970 : Taking Care of Mother Baldwin
- 1972 : Charly Benson's Return to the Sea
- 1974 : A Circle in the Fire
- 1979 : Gal Young 'Un
- 1984 : A Flash of Green
- 1993 : Ruby in Paradise
- 1997 : L'Or de la vie
- 2002 : Coastlines

### comme réalisateur
- 1970 : Taking Care of Mother Baldwin
- 1972 : Charly Benson's Return to the Sea
- 1974 : A Circle in the Fire
- 1979 : Gal Young 'Un
- 1984 : A Flash of Green
- 1993 : Ruby in Paradise
- 1997 : L'Or de la vie
- 2002 : Coastlines

### comme producteur
- 1970 : Taking Care of Mother Baldwin
- 1974 : A Circle in the Fire
- 1979 : Gal Young 'Un
- 2002 : Coastlines